# Lunohod 2
Lunohod 2 (rus. Лунохо́д-2 (8ЕЛ № 204)) je bio drugi od dva robotska lunarna vozila koja je na Mjesec poslao Sovjetski savez u sklopu svog programa Lunohod. Svemirska letjelica Luna 21 sletjela je na Mjesec i pustila je drugo sovjetsko lunarno vozilo, Lunohod 2, u siječnju 1973. godine. Primarni ciljevi misije bili su prikupljanje slika mjesečeve površine, ispitivanje razine svjetlosti u okolini kako bi se utvrdila izvedivost astronomskih promatranja s Mjeseca, izvođenje laserskih pokusa sa Zemlje, promatranje sunčevih rendgenskih zraka, mjerenje lokalnih magnetskih polja i istraživanje mehanike tla materijala tla površine Mjeseca.

## Konstrukcija i podsustavi
Rover je imao masu od 840 kg, što je oko 80 kg više od rovera Lunohod 1. Bio je dugačak 170 cm, širok 160 cm i visok 135 cm. Imao je osam kotača, svaki s neovisnim ovjesom, koji se kreće ovisno o terenu neovisno o ostalim kotačima, električni motor koji ga je pokretao i kočnicu. Elektromotor na svakom kotaču rovera bio je stavljen u tlačni spremnik kako bi ga što bolje zaštitio od temperaturnih promjena i prašine koji bi mogli utjecati na njegov rad. Rover je imao dvije brzine kojima se mogao kretati po površini: ~ 1 km/h i ~ 2 km/h. Lunohod 2 bio je opremljen s tri televizijske kamere, od kojih su dvije bile postavljene na prednji kraj rovera i snimale površinu, dok je treća kamera postavljena na gornjoj strani rovera kako bi snimala teren, te je mogla slati slike visoke razlučivosti na Zemlju različite brzine prebacivanja slike - 3,2; 5,7; 10,9 ili 21,1 okvira u sekundi. Te su slike došle na Zemlju, gdje ih je petočlani tim analizirao, a zatim poslao naredbe roveru u stvarnom vremenu. Instrumenti su radili na baterije, koje su nadopunjene solarnim ćelijama koje se nalaze na unutrašnjoj strani poklopca koji su prekrivali rover tijekom mjesečevih noći. Tijekom noći, Lunohodovi instrumenti su se držali na radnoj temperaturi preko jedinice grijanja koja je pumpala energiju iz radioaktivnog izvora (plutonij). Četiri panoramske kamere također su postavljene na rover. Od znanstvenih instrumenata, rover je imao:
- uređaj za ispitivanje mehanike tla
- solarni eksperiment X-zraka
- fotometar za mjerenje svjetlosti u vidljivom i ultraljubičastom dijelu spektra
- magnetometar za mjerenje magnetskog polja, koji se nalazio na vrhu izvlačne trake do 2,5 m ispred rovera
- radiometar
- fotodetektor (Rubin-1) za pokuse s laserskim snopom sa Zemlje
- laserski kutni reflektor

## Slijetanje i istraživanje površine
Dne 15. siječnja nakon 40 orbita ispaljena je kočna raketa na visini od 16 km i letjelica je počela napuštati orbitu. Na visini od 750 m, glavni potisnici počeli su raditi, usporavajući pad sve dok nije dosegla visinu od 22 m. U ovom trenutku glavni su se potisnici ugasili, a sekundarni potisnici se zapalili, usporavajući pad sve dok se nije spustio na 1,5 m iznad površine, gdje je motor bio isključen. Slijetanje se dogodilo u 23:35 UT u krateru Le Monnier na 25,85 stupnjeva sjeverno, 30,45 stupnjeva istočno.
Nakon slijetanja, Lunohod 2 snimio je TV slike okolice, a zatim se 16. siječnja spustio na površinu u 01:14 UT i fotografirao mjesto slijetanja i slijetanja Lune 21, vozeći se 30 metara. Nakon određenog vremena punjenja baterija snimio je još slika mjesta i zemljišta, a zatim krenuo istraživati Mjesec.
Rover bi vozio tijekom mjesečevog dana, zaustavljajući se povremeno kako bi napunio svoje baterije solarnim pločama. Noću je rover čekao do sljedećeg izlaska sunca, grijan radioaktivnim izvorom.
- 18. siječnja 1973. do 24. siječnja 1973.: Rover vozi 1.260 metara
- 8. do 23. veljače: rover vozi 9.086 metara dalje
- 11. do 23. ožujka: rover vozi 16.533 metra dalje
- 9. do 22. travnja: rover vozi 8.600 metara dalje
- 8. svibnja do 3. lipnja: rover vozi 880 metara dalje

## Kraj misije
Da je misija završena objavljeno je 4. lipnja 1973., što je dovelo do nagađanja da se rover srušio sredinom svibnja ili se nije mogao "probuditi" nakon duge mjesečeve noći u svibnju do lipnja. Aleksandar Basilevski tek je kasnije izjavio da je 9. svibnja poklopac rovera došao u kontakt s rubom kratera, zbog čega je određena količina prašine pala u poklopac. Kad se poklopac zatvori, prašina (koja je odličan prirodni toplinski izolator) dospije u radijatore rovera kojima se hladi. Odmah sljedećeg dana kontrolori na Zemlji primijetili su da se unutarnja temperatura rovera popela znatno iznad nominalne jer se nije mogla ohladiti, što je ubrzo dovelo do pregrijavanja i kvara sustava. Signal iz rovera kontrolori su prestali primati 11. svibnja.

## Rezultati i današnji status
Sovjeti su ne samo dobili dragocjene znanstvene podatke, nego su i pokazali svijetu da mogu napraviti automatski uređaj koji će učinkovito raditi na drugom svemirskom tijelu. U okviru programa Lunohod modernizirali su lunarna vozila. Drugi modul prešao je znatno veću udaljenost nego prvi. Sovjeti su se radovali tom rekordu, ali nisu mogli pretpostaviti da će rekord držati sve do početka 21. stoljeća. Lunohodov rekord oborio je Opportunity 2014. godine.
Lunohod 2 i dalje se otkriva eksperimentima lunarnim laserom i njegov položaj poznat je po podmjernoj točnosti.